# Gimbarr
Gimbarr o Gimnasia Barrística es un tipo de entrenamiento callejero que se practica sobre una barra fija con dos o más metros de altura. Este entrenamiento requiere tener mucha fuerza, flexibilidad y agilidad en los brazos, hombros y todo el cuerpo en general para poder realizar "elementos" gimnásticos, popularmente divididos en categorías de figuras, yoyos y giros. Cada elemento tiene su propio nombre y se varía bastante, según la dificultad y la manera de ejecución sobre la barra fija.

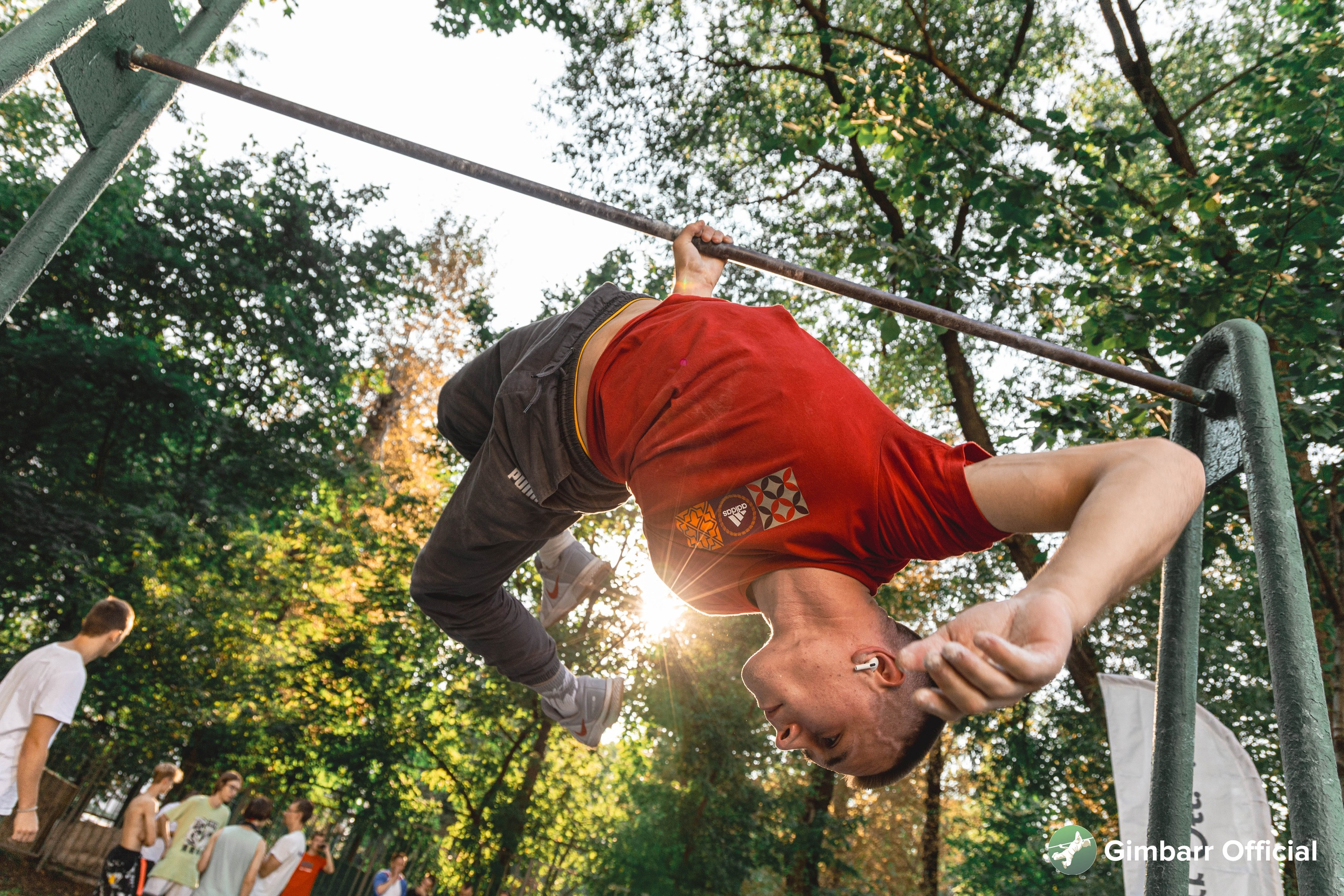

El origen del Gimbarr se encuentra en Bogotá, Colombia, donde hace más de 50 años en los barrios de Fontibón y Kennedy los jóvenes curiosos (algunos con conocimientos en gimnasia) quisieron aprovecharse de las barras fijas ubicadas en diferentes parques de la ciudad.  Durante mucho tiempo este entrenamiento se practicaba en el metro como un pasatiempo, pero a inicios del siglo XXI, entre los años 2000 y 2002 toma el nombre de Gimbarr y se extiende a todo el mundo, gracias al entusiasmo de los practicantes que grababan tutoriales sobre cada elemento y los extendían de manera abierta por Internet. 
En la actualidad este entrenamiento se sigue practicando con pasión en diferentes lugares donde aún se conserva en las calles o gimnasios barras fijas clásicas. En algunos otros lugares, la barra común para practicar el gimbarr fue reemplazada por otro tipo de barras que resultaron ser más gruesas y por lo tanto incomodas. En una parte esto se debe a que los parques públicos se han venido adaptando más para los niños, y también por el desconocimiento por parte del gobierno sobre este tipo de actividad callejera.
Practicado por varias generaciones, el Gimbarr se consolida como un [deporte urbano] que hoy día se practica en otros países como Rusia, Ecuador, Venezuela, México, Japón, entre otros, dando inicio a su desarrollo en otro país adonde llega el conocimiento de este entrenamiento, como la India y países de la URSS. Debido a la expansión de este tipo de entrenamiento también se han venido desarrollando diferentes estilos y en la actualidad se identifican más de siete estilos de su ejecución.
El gimbarr se divide en 3 ramas principales, las cuales son las figuras de fuerza, los yoyos y los cambios. Las figuras de fuerza son movimientos en los cuales se requiere fuerza y flexibilidad para ejecutarlas con éxito, generalmente para terminar una figura de fuerza se debe anclar (que el antebrazo quede de forma vertical en la barra). Los yoyos son movimientos en los cuales la persona termina con el brazo atrás pegado en la zona lumbar (nivelado), para sacar este tipo de yoyos también se requiere tanto buena fuerza como técnica. Por último, están los cambios que se pueden hacer tanto en figuras de fuerza como yoyos. Se caracteriza principalmente en que la persona al ejecutar el movimiento manda el o los brazos en una posición complemente diferente a la que se estaba haciendo inicialmente, pero para esto se deben quitar las manos para volverlas a poner en la barra para que sea considerado como un cambio. 
Pero esto no es todo, ya que existen más movimientos para complementar dichos movimientos, son llamados coloquialmente como agarres, es básicamente los diferentes tipos de variaciones que se pueden colocar las manos, las cuales pueden facilitar o dificultar la ejecución de los movimientos. Hay diferentes tipos de agarres, de los cuales hay 5 principales, estos serian el prono, supino, cubital, chalito y contra rosa.  
- Datos: Q5879823
- Multimedia: Gimbarr / Q5879823